# Horský hotel Desítka
Horský hotel Desítka (původně Horský hotel Černý a Schwarzschlag Baude) je název horské boudy, která slouží jako ubytovací zařízení a stojí na Černé hoře v Krkonoších v katastru obce Janské Lázně. Je součástí luční enklávy Volské boudy (něm. Ochsenbauden) na Volské louce v nadmořské výšce 1289 m nedaleko horní stanice lanové dráhy Černohorský expres. V sousedství hotelu se nachází ještě chata Sport a na druhém konci Volské louky Sokolská bouda.

## Historie
Původní spodní volská bouda čp. 45, která stála v místech Horského hotelu, vyhořela po zásahu bleskem roku 1927 v době, kdy zde byli ubytovaní příslušníci československé armády z Pardubic, kteří stavěli pomocnou lanovku pro dopravu materiálu na stavbu visuté lanové dráhy na Černou horu.
Na místě vyhořelé spodní volské boudy postavil v letech 1934 až 1935 správce Sokolské boudy Jan Černý Horský hotel, který se stal vyhlášeným cílem výprav a kde v prezidentském apartmá přespali mj. Tomáš Garrigue Masaryk nebo Edvard Beneš.
Za druhé světové války se budova stala rekreačním střediskem říšského letectva Luftwaffe.
Před Vánoci 1944 byl hotel spolu se Sokolskou boudou zabrán pro potřeby výcvikového diverzního střediska. Vybral si je SS-Hauptsturmführer Herbert Giehl (spolupracovník Otto Skorzenyho) pro potřeby teoretickou a praktickou přípravu záškodníků vůči Rudé armádě. Frekventanti se zde cvičili pro sabotážní akce. Vedle německých vojáků zde probíhal výcvik Vlasovců (skupiny Don a Ázerbájdžán) a belgické SS divize Wallonien. Mužstvo bylo ubytováno v Sokolské boudě, důstojníci v Horském hotelu Černý. V té době byla na Volské louce postavena další budova – dnešní chata Sport. Kvůli utajení byl celý vrchol Černé hory vyhlášen vojenskou zónou se zákazem vstupu civilistů.
V roce 1945 byl hotel navrácen původním majitelům (synovi původního provozovatele Jaroslavu Černému), kteří jej provozovali do roku 1948. Nastupující komunistický režim přinesl celé rodině Černých dlouhé tresty odnětí svobody, znárodněný hotel se stal součástí sítě Interhotelů a později národního podniku Krkonošské hotely.
Hotel byl v roce 1982 velkoryse rekonstruován a interiér byl upraven podle architektonického návrhu Miroslava Říhy. Vnitřní výzdobu vytvořili zaměstnanci firmy Krkonošský nábytek Vrchlabí. Následně byl zařazen do II. cenové skupiny.
Horský hotel byl po roce 1989 zařazen do státního podniku Krkonošské hotely, který jej v rámci likvidace předal potomkům původních majitelů. Od prosince 2008 je v majetku městské části Praha 10, která zde pořádá ozdravné pobyty pro žáky ze základních škol a pro seniory.

## Vybavenost
Hotel má vlastní vodárnu včetně úpravny vody, kapacitní čističku odpadních vod (jejíž služby využívají všechny budovy na vrcholu Černé hory) a elektrické vytápění. Na střeše jsou umístěny antény poskytující spojové služby a šíření digitálního rozhlasu. V blízkosti hotelu jsou lyžařské vleky Sport I a Sport II. Hotel je vybaven hřištěm na míčové sporty a venkovním bazénem.
Na střeše Horského hotelu je vedle mnoha antén pro přenos dat umístěn i vysílač digitálního rozhlasu DAB+ (multiplex Teleko). Signál z hotelu pokrývá významnou část Královéhradeckého a Pardubického kraje, sever Středočeského kraje a východ kraje Libereckého. Dosah signálu, který je odtud šířen od září 2012, je 160 km.

### Vysílač digitálního rádia
|      | Multiplex  | region | Kanál | Kmitočet    | Výkon (ERP) | Polarizace |
| ---- | ---------- | ------ | ----- | ----------- | ----------- | ---------- |
| DAB+ | Teleko DAB | DAB2   | 7C    | 192,352 MHz | 7 kW        | vertikální |
| DAB+ | RTI cz     | HK+PAR | 9B    | 204,640 MHz | 7 kW        | vertikální |

Prostřednictvím DAB+ multiplexu Teleko vysílá Český rozhlas Hradec Králové.

## Dostupnost
Motorovým vozidlem je dostupný po asfaltové silnici nazvané Zvonečková, která vychází z lokality u Hoffmanovy boudy a kromě závěrečné odbočky k hotelu slouží zároveň jako cyklotrasa K19A.
Pěší přístup je možný:
- po cestě od horní stanice lanové dráhy Černohorský expres (200 m), kterou kopírují naučné stezky Černohorské rašeliniště a 1. Krkonošská cyklo naučná stezka na Volskou louku a poté po ní dolů
- po Volské louce od Sokolské boudy, kam vede výše zmíněná cyklostezka, obě zmíněné naučné stezky a také:
  -  žlutá turistická značka z Černého Dolu.
  -  žlutá turistická značka z Velké Úpy kolem Vlašských Bud a Černé boudy.

## Fotogalerie

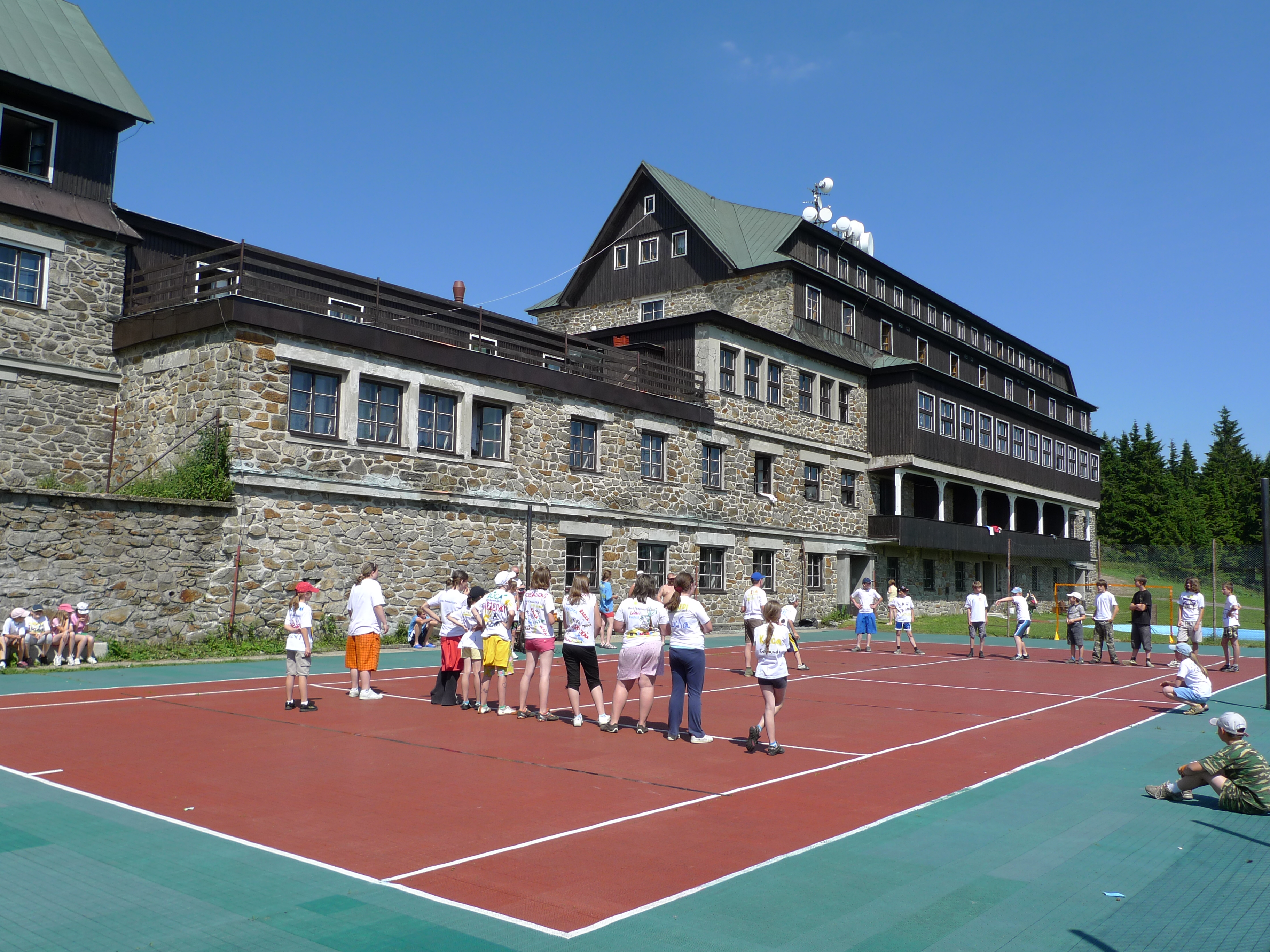
Horský hotel na Černé hoře
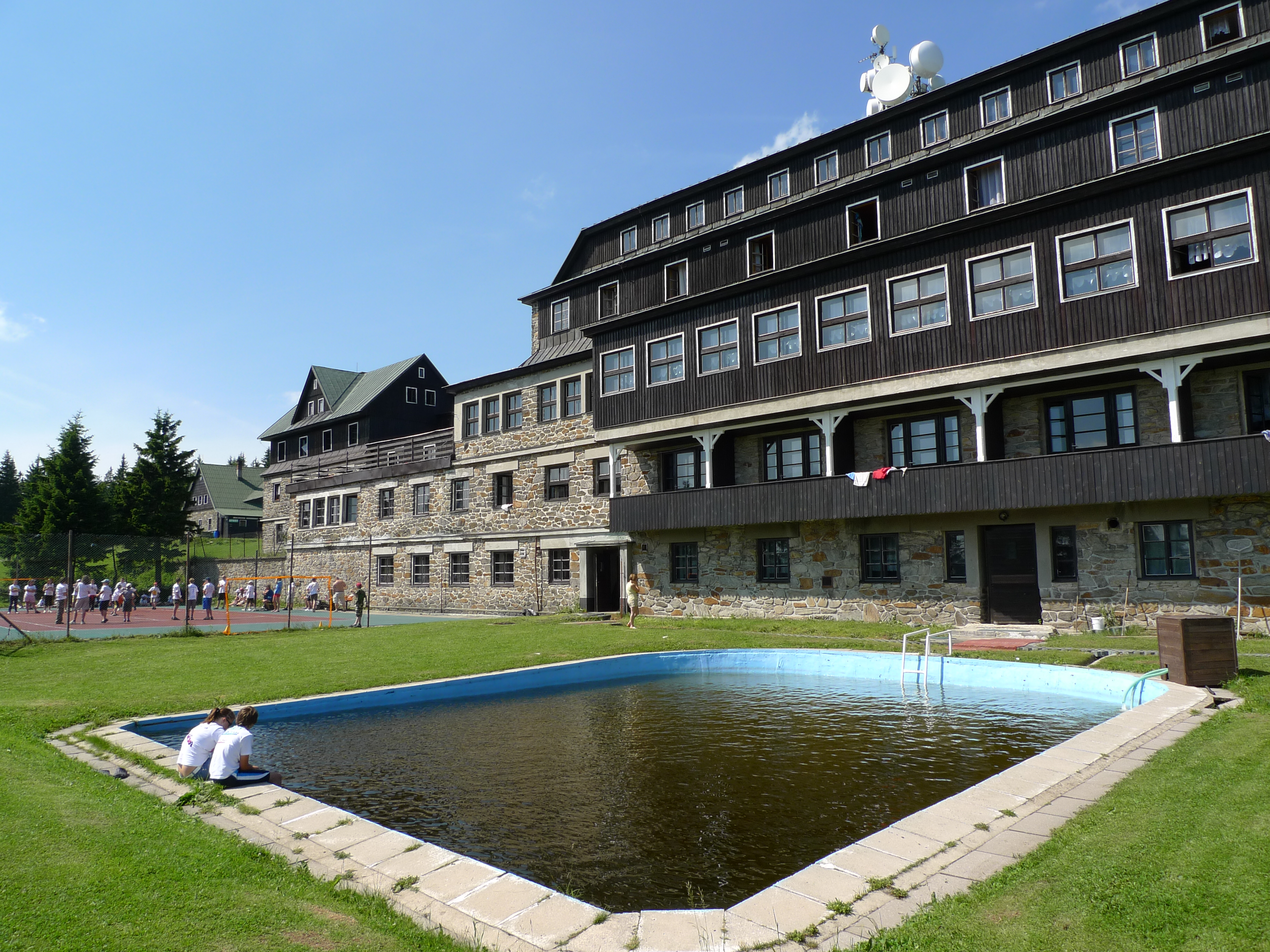
Horský hotel na Černé hoře
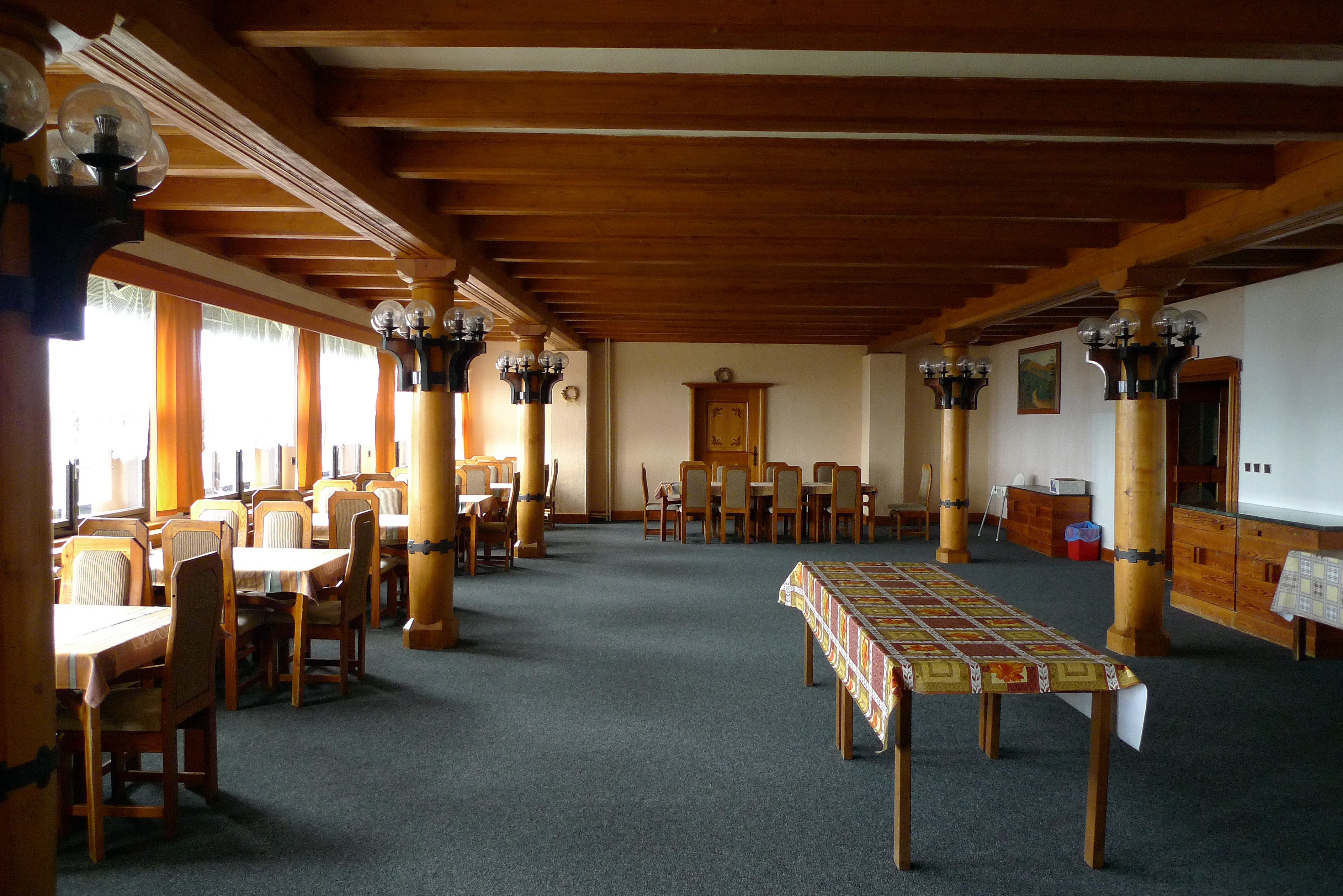
Jídelna
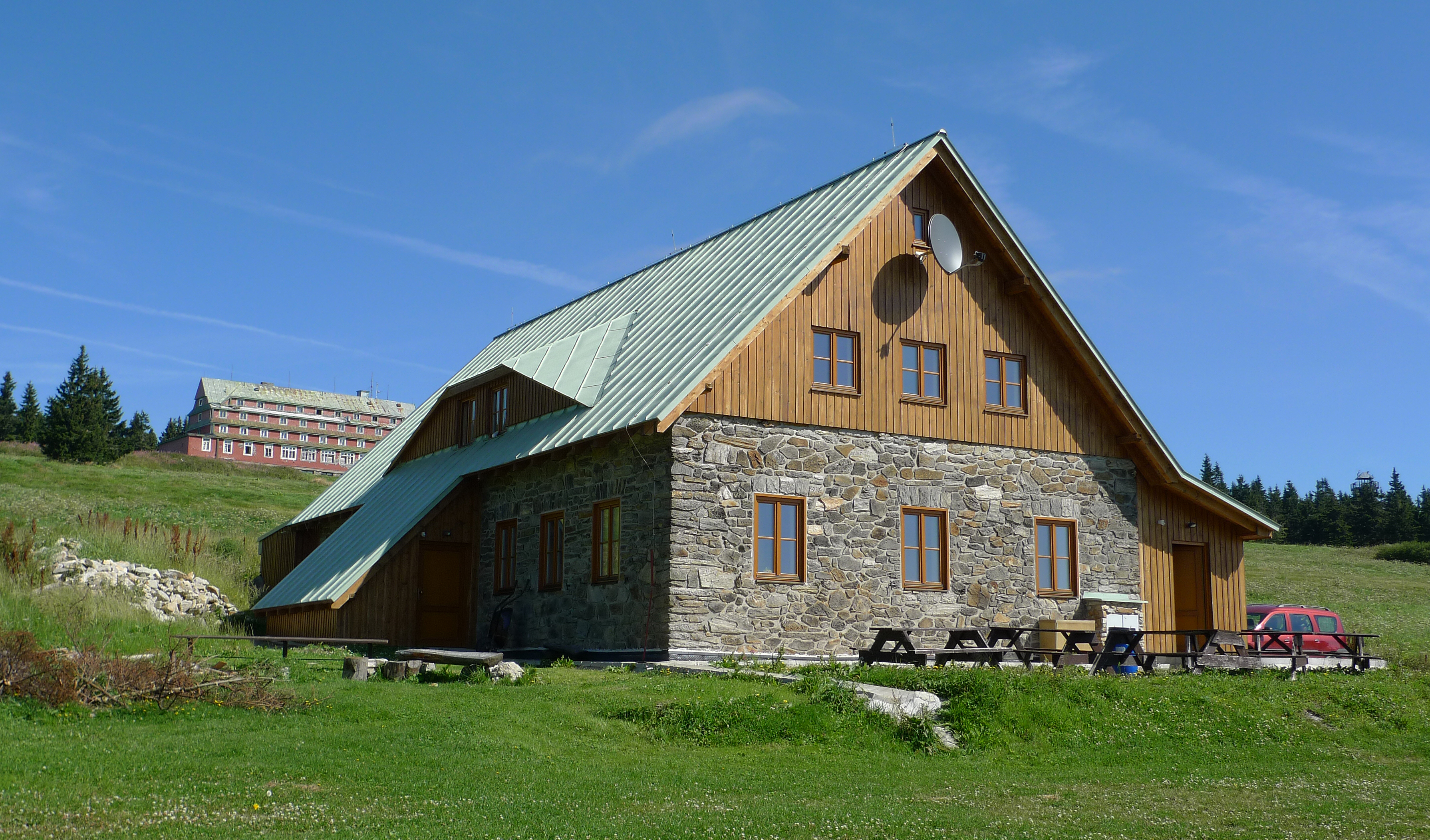
Chata Sport, v pozadí Sokolská bouda
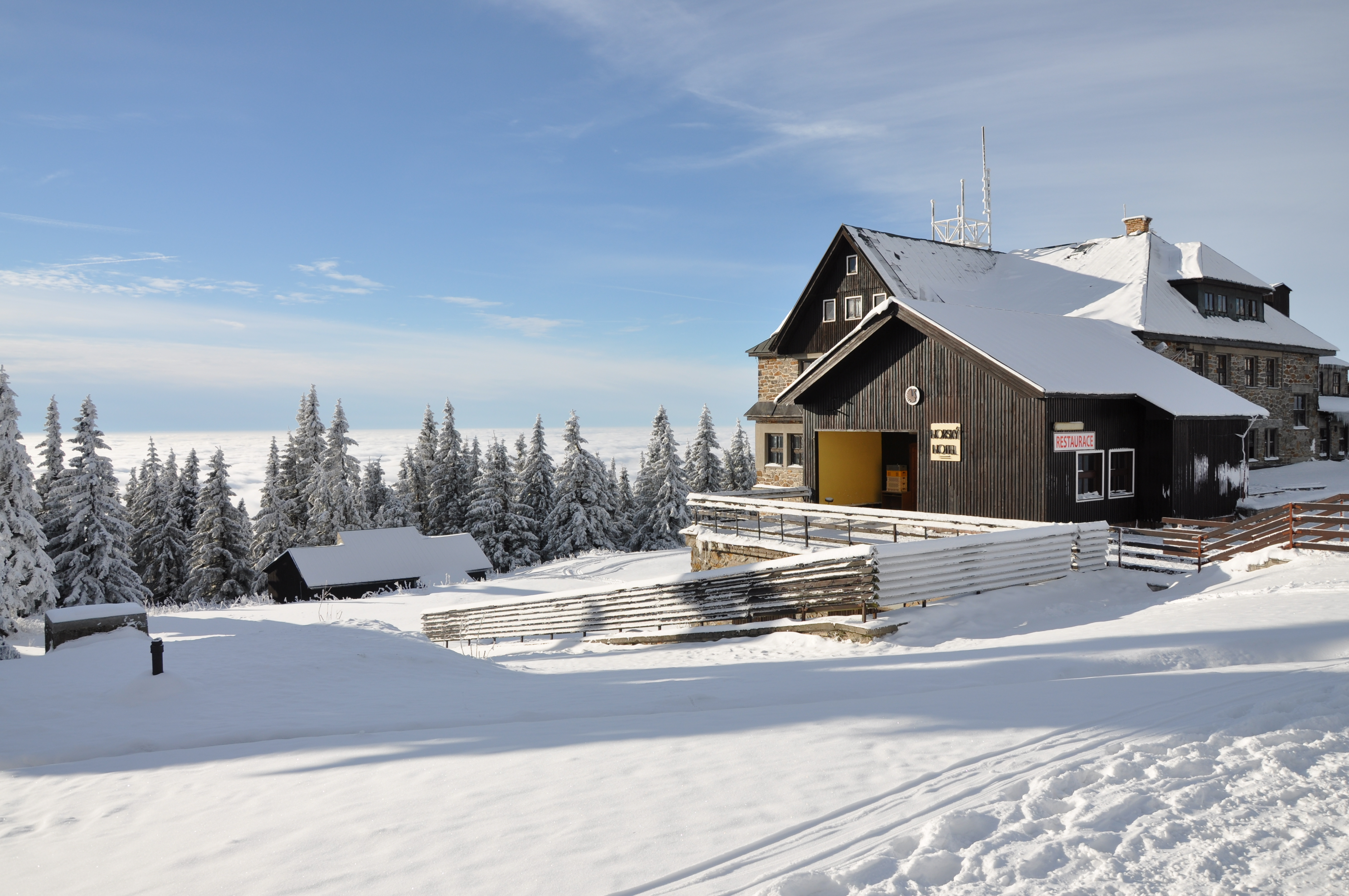
Zimní záběr hotelu
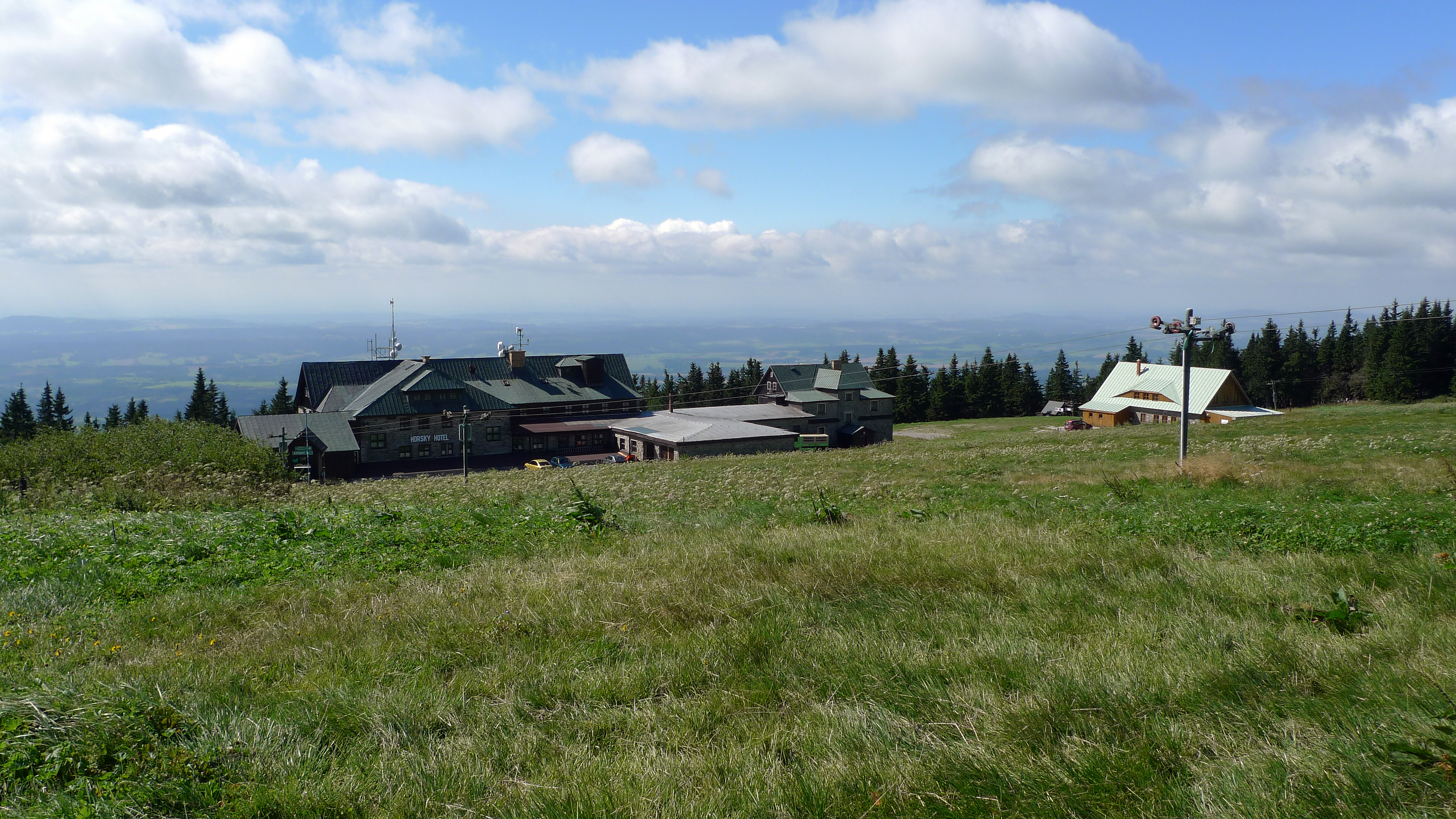
Volská louka s Horským hotelem (fotografováno od Sokolské boudy)
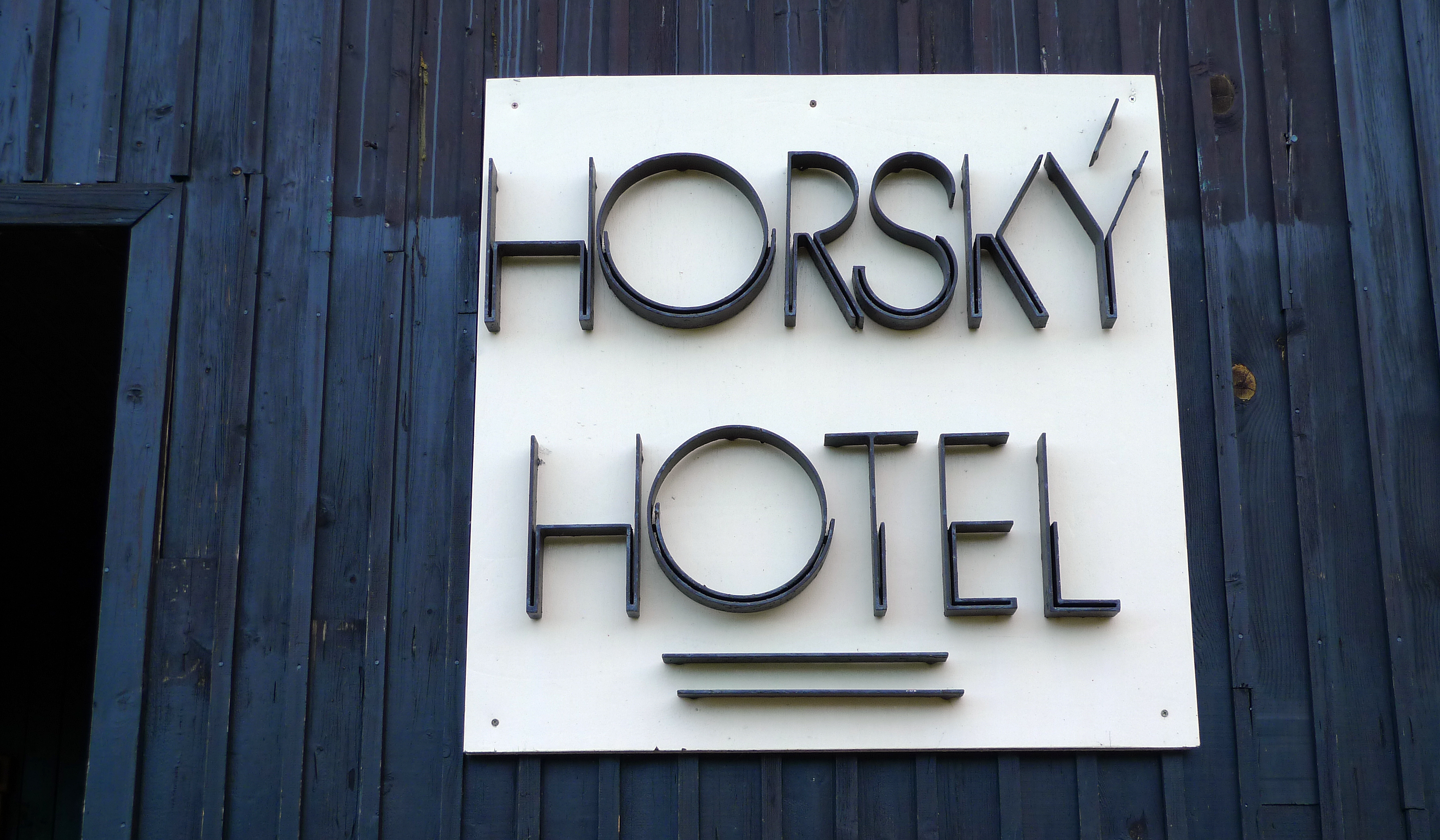
Historický nápis